# Dario Cioni
Dario David Cioni (født 2. december 1974) er en italiensk tidligere professionel cykelrytter.